# Es blinkt ein einsam Segel (Film)
Es blinkt ein einsam Segel ist sowjetischer Film aus dem Jahr 1937, mit dem der Roman Es blinkt ein einsam Segel von Walentin Katajew verfilmt wurde. Der Titel des Films ist einem Gedicht von Michail Lermontow entlehnt und basiert auf der Legende des Panzerkreuzers Potemkin.

## Handlung
Im Jahr 1905 brodelt es im russischen Zarenreich, insbesondere in Odessa, wo die Einwohner aufgrund von Revolutionsunruhen in die Stadt zurückkehren. Der Junge Gawrik und sein Großvater finden einen desertierten Matrosen des Panzerkreuzers Potemkin, dem sie Unterschlupf gewähren. Gawriks älterer Bruder, der Kommunist Terenti, sorgt für ein sichereres Versteck für den Matrosen. Im Herbst kommt es zu einem Generalstreik, der in einem bewaffneten Aufstand endet, während Gawrik die kommunistischen Kämpfer mit Munition versorgt. Terenti plant die Befreiung des inhaftierten Shukow, um ihm die Flucht ins rumänische Exil zu ermöglichen.

## Rezensionen
Im Spiegel hieß es 1947 zum Film: „Alles ist mit großartiger Realistik gemacht. Regie führte Wladimir Legoschin, besonders überlegen in der Führung der Massenszenen.“